# Antoine de Souroge
Pour les articles homonymes, voir Antoine et Bloom.
Antoine de Souroge (anglais : Anthony de Sourozh, russe : Антоний Сурожский, né Andreï Borissovitch Bloom ; 6 juin 1914, Lausanne, Suisse - 4 août 2003, Londres) est un évêque orthodoxe de l'Église de Russie, métropolite de Souroge. Également écrivain spirituel de renom il est une figure importante de l'Orthodoxie contemporaine. Il était chargé du diocèse orthodoxe de Grande-Bretagne rattaché au patriarcat de Moscou.

## Biographie
Il est né à Lausanne, en Suisse. Son père étant membre du corps diplomatique impérial russe et sa mère était la sœur du compositeur Alexandre Scriabine. Le futur Métropolite passe sa petite enfance en Russie et en Perse, mais au cours de la révolution bolchevique, sa famille doit quitter la Perse, et elle s'installe à Paris en 1923. Antoine y fait ses études, obtenant des diplômes en physique, chimie, biologie, et un doctorat en médecine à l'Université de Paris.
En 1939, avant de partir pour le front en tant que chirurgien dans l'armée française, il fait secrètement ses vœux monastiques dans l'Église orthodoxe russe. Il est reçu et tonsuré sous le nom d'Antoine en 1943. Pendant l'occupation de la France par l'Allemagne nazie, il travaille en tant que médecin et participe à la Résistance française. Après la guerre, il a continué à pratiquer la médecine jusqu'en 1948, date à laquelle il fut ordonné prêtre et envoyé en Angleterre pour servir d'aumônier orthodoxe à la Fellowship of St. Alban and Saint-Sergius. Il fut nommé vicaire de la paroisse patriarcale russe à Londres en 1950, puis consacré évêque en 1957 et archevêque en 1962, chargé de l'Église orthodoxe russe en Grande-Bretagne et en Irlande (le diocèse de Souroge). 
En 1963, Mgr Bloom fut nommé Exarque du Patriarcat de Moscou en Europe occidentale, et en 1966 il est élevé au rang de Métropolite. À sa demande, il est libéré en 1974 de la fonction d'exarque, afin de se consacrer entièrement aux besoins pastoraux du nombre grandissant de fidèles de son diocèse et de tous ceux qui venaient à lui en quête de conseils spirituels et d'aide. Il participait également régulièrement à des émissions de radio et télévision religieuses de la BBC en langue russe, destinées à l'Union soviétique, à l'époque où la religion était persécutée par le régime communiste.
Le métropolite Antoine a reçu des doctorats honorifiques de l'Université d'Aberdeen ("pour la prédication de la Parole de Dieu et renouvellement de la vie spirituelle de ce pays") ; de l'Académie théologique de Moscou et du Séminaire théologique de Moscou pour son travail théologique, pastoral, et sa prédication ; de l'Université de Cambridge et de l'Académie théologique de Kiev. Ses premiers livres sur la prière et la vie spirituelle (Prière Vivante, Méditations sur un thème, et Dieu et l'homme) ont été publiés en Angleterre, et ses textes sont maintenant largement publiés en Russie, aussi bien d'autres de ses livres et de ses articles.
Il est décédé à Londres le 4 août 2003.
Beaucoup de chrétiens orthodoxes en Grande-Bretagne et à travers le monde[Selon qui ?] considèrent le Métropolite Antoine comme un saint.

## Écrits (en français)
- L'école de la prière, Seuil, 1972.  (ISBN 978-2020254922)
- Prière vivante, Cerf, 1972. (ASIN B003BPSXLE)
- Certitude de la foi, Cerf, 1974. (ASIN B00K9903PY)
- Voyage spirituel : Méditations sur un thème, Seuil, 1974.
- Le sacrement de la guérison, Cerf, 2002.  (ISBN 978-2204068819)
- Rencontre avec le Dieu vivant - Lecture spirituelle de l'évangile selon saint Marc, Cerf, 2004.  (ISBN 978-2204076265)
- Entretiens sur la foi et l’Église, Cerf, 2011.  (ISBN 978-2204094566)
- La vie, la maladie, la mort, Cerf, 2012.  (ISBN 978-2204095662)
- Prier 15 jours avec Antoine Bloom, Nouvelle Cité, 2012.  (ISBN 978-2853136808)
- Vers la paix intérieure, Éditions des Quatre Vivants, 2020. (ISBN 979-1095087076)

### Textes
Médecin, moine, évêque, exarque du patriarcat russe et métropolite, Il exerça une influence spirituelle profonde sur tous ceux qu'il a approchés[réf. nécessaire]. 
La patience de la croissance

« Nous devons nous rappeler que la rapidité avec laquelle croît la Parole ne correspond pas nécessairement à notre désir de la voir s'épanouir avec la plus grande célérité.
De quelle façon la Parole est tombée dans le cœur, cela reste parfois incompréhensible. Un homme spirituellement revivifié ne va pas d'un coup grandir jusqu'à la maturité. La condition, c'est d'être patient tant avec soi-même qu'avec les autres.

En vain nous perdons courage en ne voyant ni en nous, ni chez les autres cette croissance spirituelle désirée, or la semence divine tôt ou tard lèvera. Avant que l'épi ne puisse émerger au-dessus de la terre, une étape inévitable doit s'accomplir avec la semence sous terre : elle doit se dissoudre, en quelque sorte disparaître. Cette semence cesse d'être une unité fermée sur elle-même, elle se déchire, se nourrit d'humidité, on ne peut plus la reconnaître ni la distinguer de son milieu terrestre. Et c'est seulement lorsque cette semence se confond avec le sol où elle se trouve que commence la fécondation.
Et le fruit peut s'ouvrir non seulement dans une sorte d'éclatement dramatique, mais aussi au cours d'une humble et imperceptible évolution. »

— Métropolite Antoine Bloom. Rencontre avec le Dieu Vivant, Cerf, 2004, p. 144.